# Friis Hills
Friis Hills är en kulle i Antarktis. Den ligger i Östantarktis. Nya Zeeland gör anspråk på området. Toppen på Friis Hills är 1 750 meter över havet, eller 603 meter över den omgivande terrängen. Bredden vid basen är 5,7 km.
Terrängen runt Friis Hills är kuperad åt sydväst, men åt nordost är den bergig. Trakten är obefolkad. Det finns inga samhällen i närheten.